# Попівці (Старокостянтинівська міська громада)
Попі́вці — село в Україні, у Старокостянтинівському районі Хмельницької області. Населення становить 497 осіб. До 2020 орган місцевого самоврядування — Пашковецька сільська рада.
У селі розташована ботанічна пам'ятка природи «Липи Костянтина Острозького».

## Історія
Станом на 1886 рік в колишньому власницькому селі Старокостянтинівської волості Старокостянтинівського повіту Волинської губернії мешкало 465 осіб, налічувалось 77 дворових господарств, існувала православна церква, 2 постоялих будинки, кузня, водяний млин, цегельний і черепичний заводи.
За переписом 1897 року кількість мешканців зросла до 588 осіб (285 чоловічої статі та 303 — жіночої), з яких 562 — православної віри.
7 (20) листопада 1917 року, відповідно до.Третього Універсалу Української Центральної Ради, увійшло до складу Української Народної Республіки.
12 червня 2020 року, відповідно до розпорядження Кабінету Міністрів України № 727-р «Про визначення адміністративних центрів та затвердження територій територіальних громад Хмельницької області», увійшло до складу Старокостянтинівської міської громади.
19 липня 2020 року, після ліквідації Старокостянтинівського району, село увійшло до Хмельницького району.

## Населення

### Мова
Розподіл населення за рідною мовою за даними перепису 2001 року:
| Мова            | Кількість | Відсоток |
| --------------- | --------- | -------- |
| українська      | 580       | 97.48%   |
| російська       | 14        | 2.35%    |
| інші/не вказали | 1         | 0.17%    |
| Усього          | 595       | 100%     |

## Відомі особистості
В селі народився:
- Леонард Зуб-Зданович (1912-1982) — польський військовик, офіцер Армії Крайової та Народових Сил Збройніх.